# Tân Bạch nương tử truyền kỳ (phim truyền hình 2019)
Tân Bạch nương tử truyền kỳ (tiếng Trung: 新白娘子传奇) là một bộ phim chiếu mạng 2019 được đóng chính bởi Cúc Tịnh Y và Vu Mông Lung, dựa trên truyền thuyết dân gian Trung Quốc về Bạch Xà. Bộ phim phát sóng trên iQiyi bắt đầu từ ngày 3 tháng 4 năm 2019.

## Nội dung phim
Tại núi Nga Mi, có một con bạch xà tu luyện ngàn năm tâm tính lương thiện tên là Bạch Tố Trinh, một lòng muốn tu thành chánh quả trở thành tiên, nàng cũng dự định đến thành Lâm An để mở rộng nhãn giới. Vào ngày Tết Nguyên tiêu ở thành Lâm An, tình cờ cùng một con thanh xà kết làm tỉ muội, thanh xà dùng tên hiệu là Tiểu Thanh. Tiểu Thanh là kết quả của mối tình giữa Đông Hải Long vương Ngao Quảng và Phù Dung Tiên Tử, tuy nhiên do Long sinh cửu tử và sợ vi phạm thiên quy nên Ngao Quảng không thừa nhận Tiểu Thanh là con mà chỉ sai tứ thần quân ở thủy cung theo để bảo vệ nàng.
Bạch Tố Trinh cùng Tiểu Thanh đã vô tình gặp gỡ Hứa Tiên dung mạo khuynh thành. Bạch Tố Trinh trời sinh tính tình hiền lành lương thiện, Hứa Tiên lại có phẩm đức một lòng hành y cứu người, cả hai rung động với nhau. Trái qua một loạt sóng gió như Vượt qua biển lửa hoa đăng, hàng phục rết tinh, hồ ly Hồ Khả Tâm, Du ngoạn thuyền trên Tây Hồ, trúng độc cá nóc ở bữa yến tiệc tại phủ Bạch gia, hai người thề hẹn yêu nhau. Tuy rằng có Tiểu Thanh vì lòng bất mãn mà ganh ghét với Hứa Tiên, còn có tiểu sư muội của Hứa Tiên liên tục chen ngang, nhưng người có tình cũng sẽ trở thành "đôi tình nhân thần tiên".
Tết Đoan ngọ, Bạch Tố Trinh uống phải rượu hùng hoàng bị hiện nguyên hình thành Bạch Xà, Hứa Tiên đau lòng mà chết. Bạch Tố Trinh tiêu hao pháp lực ngàn năm tu hành, bất chấp tính mạng lén trộm cỏ tiên trên thiên đình cứu sống lại Hứa Tiên. Làm việc tốt thường trắc trở gian nan, tình yêu chân thành thường hay bị khảo nghiệm. Hứa Giảo Dung bị tâm ma khống chế, Bạch Tố Trinh vì cứu Hứa Giảo Dung mà bị Pháp Hải đánh về nguyên hình. Hứa Tiên vô cùng đau đớn, bất chấp tính mạng cứu lấy nguyên khí Bạch Tố Trinh.
Bị người đời gièm pha, Hứa Tiên nuốt ma đan phong ấn tâm ma hóa yêu, cùng Pháp Hải hoà thượng tiêu diệt tâm ma. Bạch Tố Trinh vì cứu lấy Hứa Tiên mà đánh với Pháp Hải, được Tiểu Thanh trộm Dẫn Thủy Lệnh Đông Hải Long vương Ngao Quảng mà dẫn nước chảy ngược dòng, dâng nước biển lên cao, chống đối trời đất.
Trải qua bao nhiêu khổ nạn, hiểu lầm, bao nhiêu mạo hiểm cùng sự thật, rốt cuộc tình yêu cũng khiến người ta trưởng thành, cũng làm cảm động trời cao, Hứa Tiên và Bạch Tố Trinh được Quan Âm giải nguy, Bạch Tố Trinh phải niệm Phật ăn chay dưới Tháp Lôi Phong, khi Tháp Lôi Phong đổ, nước Tây Hồ (Hàng Châu) cạn thì phu thê mới có thể gặp nhau. Hứa Tiên hành tẩu giang hồ, hành y cứu người mong giải hết sát nghiệp cho nương tử. Đông Hải Long vương Ngao Quảng bị chân tình của Bạch Tố Trinh và Hứa Tiên làm cảm động, không sợ thiên quy, nhận Tiểu Thanh làm con và muốn đón nàng về Thủy cung nhưng Tiểu Thanh lại muốn theo Quán Thế Âm học đạo, đến khi Bạch Tố Trinh được thả ra sẽ theo cha về.
Hai mươi năm sau, Hứa Sĩ Lâm con của họ (vốn là Văn Khúc Tinh quân đầu thai) thi đỗ Trạng nguyên. Hứa Sĩ Lâm đến Việt Châu diệt tai dịch lập đại công nhưng không cầu ban thưởng, chỉ xin tế thiên tại Tháp Lôi Phong, chẳng mấy chốc, tháp đổ. Tiểu Thanh lúc này đã thành rồng hỗ trợ hút cạn nước Tây Hồ. Bạch Tố Trinh được giải thoát, lúc này Hứa Tiên cũng trở về, phu thê đoàn tụ.

## Diễn viên

### Diễn viên chính
| Diễn viên    | Vai diễn      | Giới thiệu nhân vật |
| ------------ | ------------- | --- |
| Cúc Tịnh Y   | Bạch Tố Trinh | Nàng vốn là một con rắn trắng tu luyện ngàn năm trên núi Nga Mi, tính tình hiền lành ôn hòa, tinh thông y thuật. Nghe lời dạy của Quan Âm Bồ Tát, nàng muốn xuống chốn hồng trần để trải nghiệm, nào ngờ lại đem lòng yêu thương Hứa Tiên.                                         |
| Vu Mông Lung | Hứa Tiên      | "Tiểu Hoa Đà" ở Lâm An, y thuật cao siêu, học thức uyên bác, tính cách ôn hòa, lương thiện. Chàng là người chung tình, có trách nhiệm, có thể hy sinh bản thân vì người mình yêu và những đạo nghĩa mà mình tin tưởng. Trong lòng kiên định, không hề lay động trước những cám dỗ. |

### Các diễn viên khác
| Diễn viên       | Vai diễn          | Giới thiệu nhân vật |
| --------------- | ----------------- | --- |
| Bùi Tử Thiêm    | Pháp Hải          | Võ tăng ở chùa Kim Sơn, dốc lòng hàng yêu phục ma. Chàng vô cùng chấp nhất vào đúng sai, thiện ác, từng bị ma tâm quấy nhiễu. Sau khi trải qua hàng loạt sự kiện, chàng dần dần giác ngộ, cuối cùng đắc đạo thành Phật. |
| Tiêu Yến        | Tiểu Thanh        | Tính cách hoạt bát, ngây thơ hồn nhiên. Tự cho mình là một con yêu quái rắn xanh, nhưng thực ra nàng là con gái ngoài giá thú của Đông Hải Long Vương Ngao Quảng và Thanh Xà Ngọc Phù Dung, mang trong mình thân phận nửa thần. Trên đường đi, nàng luôn đồng cam cộng khổ với Bạch Tố Trinh, dần dần trưởng thành từ một người ngây ngô.                                         |
| Nhiếp Tử Hạo    | Cảnh Tùng         | Vốn là con chuột vàng trước Phật, bị đày xuống phàm trần và quen biết Bạch Tố Trinh, luôn luôn bảo vệ nàng. |
| Ngu Lãng        | Kim Như Ý         | Con gái của ông chủ hiệu thuốc Tế Thế Đường. Thầm yêu Hứa Tiên nhiều năm nhưng bị từ hôn. Sau khi cha qua đời, gia cảnh sa sút, nàng càng ghen ghét Bạch Tố Trinh, bị tâm ma khống chế, nhiều lần bày mưu hãm hại. Cuối cùng, nàng luyện hóa bản thân thành đan được phong tỏa tâm ma.                                                                                            |
| Phùng Kiến Vũ   | Trương Ngọc Đường | Con trai duy nhất của một phú ông họ Trương ở phía nam thành Hàng Châu. Từ nhỏ, chàng đã lạc mất người thân và kiếm sống bằng nghề săn bắn ở Lâm An. Sau khi quen biết Tiểu Thanh, chàng đến làm việc tại tiệm thuốc Bảo Hòa Đường của Hứa Tiên. Về sau, chàng và Tiểu Thanh yêu nhau, nhưng vì nhiễm phải tình độc nên đã uống nước vong tình, quên đi mọi chuyện trong quá khứ. |
| Tăng Vận Trân   | Hứa Kiều Dung     | Chị gái của Hứa Tiên. Ban đầu rất yêu mến Bạch Tố Trinh, sau này cho rằng nàng vô tình với Hứa Tiên nên oán hận ngày càng sâu sắc và bị tâm ma khống chế. Sau khi sinh con gái Bích Liên, đã chấp nhận mọi chuyện trong quá khứ. |
| Lý Lâm          | Lý Công phủ       | Anh rể của Hứa Tiên, là tổng bổ đầu của nha môn. |
| Thẩm Bảo Bình   | Linh Hựu thiền sư | Sư phụ của Pháp Hải |
| Phương Dật Luân | Mục vương         | |
| Diêu Đồng Đồng  | Mục vương phi     | |

## Nhạc phim
| STT | Nhan đề                                                                | Ca sĩ thể hiện | Thời lượng |
| --- | ---------------------------------------------------------------------- | -------------- | ---------- |
| 1.  | "Ngàn năm đợi một lần (千年等一回)" (Ca khúc chủ đề)                   | Cúc Tịnh Y     |            |
| 2.  | "Độ Tình (渡情)" (Ca khúc cuối phim)                                   | Cúc Tịnh Y     |            |
| 3.  | "Bạch Tố Trinh dưới núi Thanh Thành (青城山下白素贞)" (Ca khúc chủ đề) | Cúc Tịnh Y     |            |

## Phát sóng quốc tế
| Quốc gia                         | Hệ thống/Đài             | Phát sóng                                                    |
| -------------------------------- | ------------------------ | ------------------------------------------------------------ |
| Trung Quốc · Đài Loan · Việt Nam | iQiyi                    | 3 tháng 4 năm 2019 (Phát sóng sáu tập từ thứ Tư đến thứ Sáu) |
| Malaysia                         | Astro Quan Jia HD        | 15 tháng 4 năm 2019 (thứ hai đến thứ sáu 19:00 - 20:00)      |
| Trung Quốc                       | Thâm Quyến TV (深圳卫视) | 27 tháng 7 năm 2019 (19:30-21:15 hai tập mỗi tối)            |
| Thái Lan                         | Mono29                   | Tháng 11 năm năm 2019 (thứ 2 đến thứ 6 lúc 7.35)             |